# ヘリックスバンドル
ヘリックスバンドル（Helix bundle）は、平行、または逆平行のいくつかのαヘリックスで構成される小さなタンパク質の三次構造である。

## 3ヘリックスバンドル

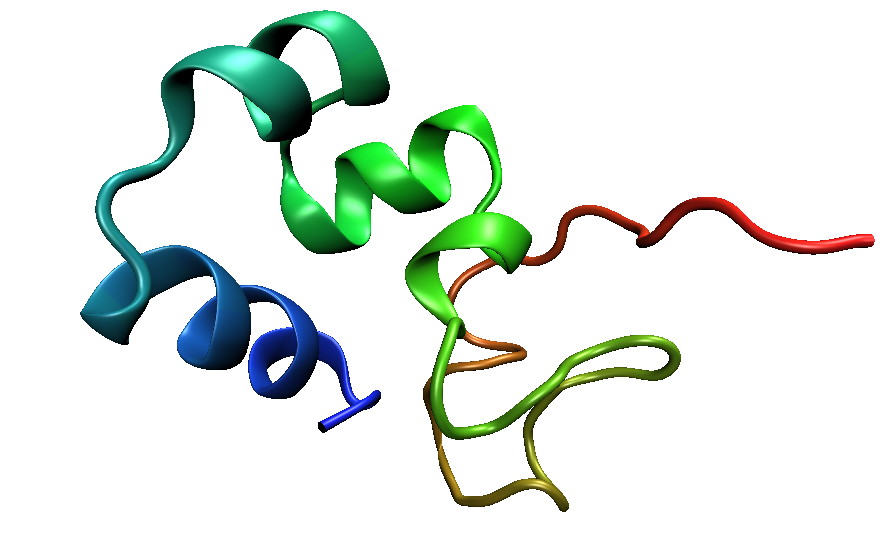
ニワトリで発現したvillinヘッドピース

3ヘリックスバンドルは三次構造のうち最も小さく、最も早くから知られていたものである。villinヘッドピースにある3ヘリックスバンドルは36アミノ酸残基の長さしかなく、フォールディングに要する時間がマイクロ秒程度と比較的扱いやすいため、分子動力学法の研究の対象としてよく用いられている 。HIVにある40残基の修飾タンパク質も同じような構造を持ち、やはり盛んに研究されている。共通する構造モチーフはないため、配列だけからはこの構造の存在を予測することができない。3ヘリックスバンドルは、DNA結合性タンパク質などアクチンと結合するタンパク質に良く見られる。

## 4ヘリックスバンドル
4ヘリックスバンドルでは、疎水性残基を内側に配して4つのヘリックスがコイルドコイル構造を形成していることが多い。隣接するヘリックス同士は荷電アミノ酸同士を塩橋で架橋して安定化されている。ヘリックス同士はだいたい20残基ほど離れていて、グロビンフォールドよりも距離が近い。
ヘリックスのトポロジーはタンパク質によって異なっていて、隣接ヘリックスは逆平行であることが多いが、平行ヘリックスの組同士が逆平行になっている場合もある。2つのヘリックスからなるコイルドコイルはそれ自体で安定であるため、Ropタンパク質のように2つのヘリックスからなるコイルドコイルが2つ集まった形をしていることがある。4ヘリックスバンドルの他の例としては、シトクロム、フェリチン、成長ホルモン、サイトカインなどがある。4ヘリックスバンドルの配列に保存性は見られないが、コイルドコイルの配列に近く、4つかそれ以上の疎水性残基が必ずある。